# Ivo Linna
Ivo Linna (Kuressaare, 12 giugno 1949) è un cantante estone.
Nel 2000 il presidente estone fregia il cantante con la medaglia della Valgetähe Teenetemärk (Ordine della Stella Bianca).

## Discografia
- Ivo Linna '93 (1993)
- Ivo Linna (2001)
- Enne ja pärast päeva (2001)
- Üksi, iseendas üksi... (2006)